# 齊藤恵汰
齊藤 恵汰（さいとう けいた、1987年 - ）は、日本の美術家。アーツカウンシル金沢ディレクター。東京都出身。

## 概要
麻布中学校・高等学校卒業。
2008年、アートプロジェクト『渋家』を創設。
2009-2011年、東京文化発信プロジェクト室と劇作家・岸井大輔の共催による『東京の条件』にて戯曲集を編集。
2013年、NHK Eテレ『新世代が解く!ニッポンのジレンマ、新TOKYO論』にて登壇。
2014-2015年、森下スタジオおよび吉祥寺シアターにて演出家・篠田千明の主催による上演作品『機劇』『非劇』の作家を務める。
2015-2018年、20代〜30代の批評家・研究者・作家たちによって作られた、不定期刊行の批評誌『アーギュメンツ』創刊。

## 企画
- 「私戦と風景」（2016年、原爆の図丸木美術館）
- 「自営と共在」（2017年、BARRAK大道）
- 「構造と表面」（2019年、駒込倉庫）[3]
- 「周辺・開発・状況 -現代美術の事情と地勢-」（2025、下瀬美術館）